# Fountain Archives
 (juin 2023).
 (mai 2023).
La mise en forme du texte ne suit pas les recommandations de Wikipédia : il faut le « wikifier ».
Les points d'amélioration suivants sont les cas les plus fréquents. Le détail des points à revoir est peut-être précisé sur la page de discussion.
- Les titres sont pré-formatés par le logiciel. Ils ne sont ni en capitales, ni en gras.
- Le texte ne doit pas être écrit en capitales (les noms de famille non plus), ni en gras, ni en italique, ni en « petit »…
- Le gras n'est utilisé que pour surligner le titre de l'article dans l'introduction, une seule fois.
- L'italique est rarement utilisé : mots en langue étrangère, titres d'œuvres, noms de bateaux, etc.
- Les citations ne sont pas en italique mais en corps de texte normal. Elles sont entourées par des guillemets français : « et ».
- Les listes à puces sont à éviter, des paragraphes rédigés étant largement préférés. Les tableaux sont à réserver à la présentation de données structurées (résultats, etc.).
- Les appels de note de bas de page (petits chiffres en exposant, introduits par l'outil «  Source ») sont à placer entre la fin de phrase et le point final[comme ça].
- Les liens internes (vers d'autres articles de Wikipédia) sont à choisir avec parcimonie. Créez des liens vers des articles approfondissant le sujet. Les termes génériques sans rapport avec le sujet sont à éviter, ainsi que les répétitions de liens vers un même terme.
- Les liens externes sont à placer uniquement dans une section « Liens externes », à la fin de l'article. Ces liens sont à choisir avec parcimonie suivant les règles définies. Si un lien sert de source à l'article, son insertion dans le texte est à faire par les notes de bas de page.
- La présentation des références doit suivre les conventions bibliographiques. Il est recommandé d'utiliser les modèles {{Ouvrage}}, {{Chapitre}}, {{Article}}, {{Lien web}} et/ou {{Bibliographie}}. Le mode d'édition visuel peut mettre en forme automatiquement les références.
- Insérer une infobox (cadre d'informations à droite) n'est pas obligatoire pour parachever la mise en page.

Pour une aide détaillée, merci de consulter Aide:Wikification.
Si vous pensez que ces points ont été résolus, vous pouvez retirer ce bandeau et améliorer la mise en forme d'un autre article.
The Fountain Archives est une œuvre de l'artiste Saâdane Afif, constituée d’une archive développée entre 2008 et 2018 rassemblant 1001 publications qui contiennent une ou plusieurs reproductions du ready-made Fontaine (1917) de Marcel Duchamp.

## Origine

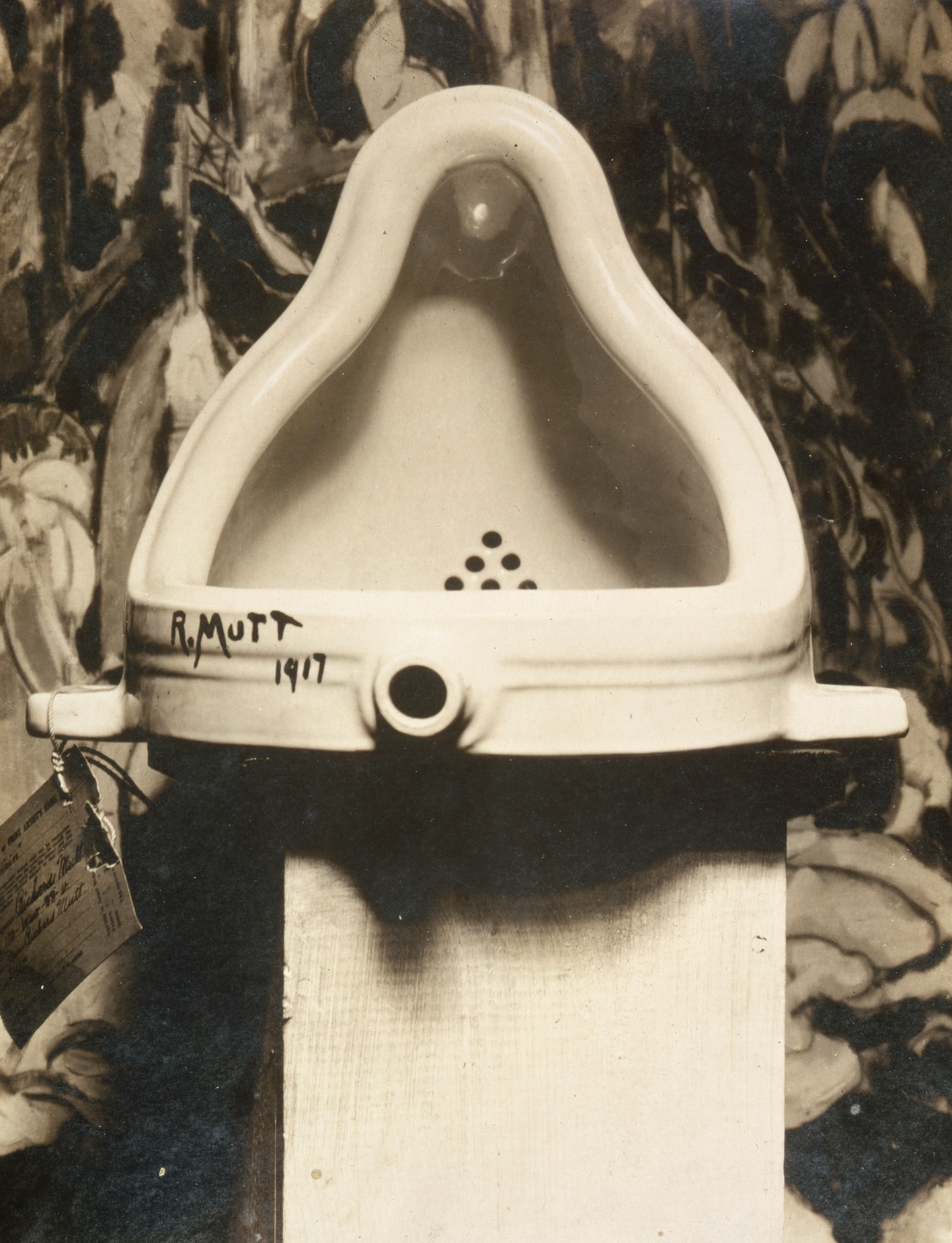
Fontaine, 1917, signé "R. Mutt"

En avril 1917 à New York, Marcel Duchamp soumet de manière anonyme au comité de la Society of Independent Artists dont il fait partie, une œuvre intitulée Fountain consistant en un urinoir présenté renversé et signé « R. Mutt, 1917 ». Sous le pseudonyme de Richard Mutt, Duchamp teste ainsi les limites du principe fondateur des Indépendants : ne refuser aucune œuvre. Or, Fountain est refusée par la jeune société new-yorkaise, en totale contradiction avec ses propres fondements. Pour marquer sa désapprobation, Duchamp démissionne immédiatement du comité d’organisation et décide d’orchestrer l’apparition de Fountain, et le scandale que l’œuvre ne manquera pas de provoquer, à travers une présentation de l’affaire dans le magazine The Blindman qu’il a co-fondé avec Beatrice Wood et Henri-Pierre Roché.
C’est à partir de la reproduction d’une photographie commandée au photographe Alfred Stieglitz, accompagnée d’un article de Louise Norton intitulé « The Richard Mutt Case » que Fountain entre dans l’Histoire de l’art. Sortie en mai 1917, quelques semaines après l’inauguration de la première exposition des Indépendants, cette publication est contemporaine de la disparition de l’œuvre originale, qui ne sera jamais retrouvée. La photographie prise par Stieglitz est l’une des très rares preuves qui nous soit parvenue de son existence matérielle. C'est par cette unique photographie du célèbre ready-made aujourd’hui disparu que Fountain entre dans l’Histoire de l’art et devient l’œuvre d’art la plus controversée et la plus commentée du XXe siècle.
Saâdane Afif a fait de la diffusion imprimée de cette discussion prolifique et ininterrompue le matériau de l'œuvre conséquente The Fountain Archives qui questionne la capacité des œuvres d’art à produire du récit.

## Description
En 2008, l'artiste commence à rassembler des publications de tous types dans lesquelles figurent une ou plusieurs reproductions de Fountain. Après avoir été distingué du Prix Marcel Duchamp en 2009, il entame officiellement le projet de collection Fountain Archives. Dans le cadre de ce projet, Afif recueille et archive toutes les publications dans lesquelles il trouve une reproduction de l'urinoir de Duchamp. Cette collection servira d’agent à l’élaboration d’une installation dont le protocole de fabrication rigoureux s’étalera sur les dix années suivantes.
Chaque page trouvée est arrachée, inventoriée, numérisée puis soigneusement encadrée sous la forme d'un ready-made. Cet ensemble de pages encadrées constitue la série « active » du projet. La publication et la ou les pages qui en sont tirées reçoivent un même numéro d’inventaire allant de FA.0001 à FA.1001, limite romanesque que s’est donné l’artiste pour clore l’archive. Pour chaque publication et chaque page, Saâdane Afif ne réalise généralement qu'une seule pièce, destinée aux Fountain Archives. Si un ouvrage contient plusieurs reproductions de l’urinoir, celles-ci forment alors un polyptyque. Les pages numérisées et leurs références bibliographiques ont été répertoriées et mises à disposition sur le site internet : www.thefountainarchives.net
Les publications, dépourvues de leur représentation de la Fontaine, sont ensuite conservées dans l'atelier de l'artiste. Cette collection crée ainsi une archive autour de l'œuvre de Duchamp, dont l'initiateur commun a été retiré : « une archive sans objet ».
Depuis 2013, la collection Fountain Archives intègre des documents particuliers au projet : des publications commentant et analysant la collection Fountain Archives, qui utilisent pour illustration l'image de la Fontaine de Duchamp. Ces représentations sont cependant traitées différemment en cela qu'elles sont présentées en deux copies, à la fois dans la collection et dans les archives "sans fontaine" afin de témoigner de leur écho historique et de marquer la mise en abîme qu'elles manifestent. Ces œuvres sont classées sous une section spécifique intitulée "Augmented", construisant progressivement une archive au sein de l'archive. Ces pages illustrent une évolution dans le développement et la perception de Fountain Archive elle-même en tant qu'œuvre d'art.
En 2013, un groupe de 101 Fountain Archives ont été présentées à l'exposition The Present Order is the Disorder of the Future au Musée Kurhaus Kleve. À cette occasion, un texte de l'historienne de l'art Valentina Vlasic au sujet des Fountain Archives a été publié dans le catalogue de l'exposition qui comprenait une photo de la fontaine de Duchamp. Cette publication a ainsi été arrachée et intégrée à l'archive sous la rubrique "Augmented". Cette dite "Klever Fountain", accompagnée du numéro d'inventaire FA 0366, fait désormais partie de la collection du Musée Kurhaus Kleve en tant que prêt permanent.
En 2016, l’année qui précéda le centenaire de Fountain, Saâdane Afif réunit une collection de cartes postales dont le sujet est une « vraie » fontaine. Toutes ces cartes partagent également le point commun d’avoir circulé en 1917. Définies par les mêmes attributs que l’urinoir disparu, « fontaine » et « 1917 », elles dépeignent à travers les écrits et les images qu’elles véhiculent la société au sein de laquelle l’œuvre de Duchamp a vu le jour. Une société dans laquelle l’expansion du concept de loisir, représentée par l’aménagement et l’embellissement des espaces publics, a été paralysée par une guerre longue et cruelle. Au cours de l’année 2017, chaque carte postale numérisée a été postée sur un compte Instagram le jour exact auquel elle avait été tamponnée par la poste un siècle plutôt. Regroupées par mois, elles ont ensuite été encadrées pour produire une sorte de calendrier. Un livre les regroupant, préfacé par Tacita Dean, a été publié par une collaboration entre les éditions b.frank books, Zurich et le Nouveau Musée National de Monaco à l'occasion de l'exposition "The Fountain Archives 2008-2017" à la Villa Sauber, à Monaco, tenue du 2 juin au 3 septembre 2017.
Les Fountain Archives ont été présentées dans diverses expositions à travers le monde, notamment à la 10e Biennale de Taipei en 2016, au Centre Pompidou à l'occasion du centenaire de l'œuvre de la Fountain de Duchamp (1917) à Paris en 2017, et au Museo Jumex à Mexico en 2019.

## Réception et interprétations
L'historienne de l'art autrichienne Valentina Vlasic qualifie Fountain Archives de répétition du moment phare du ready-made : l'acte fondamental de sélection qui, tout comme ce fut le cas à l'époque pour Duchamp, représente un accomplissement artistique total. Afif ne le fait pas avec des objets réels, comme un produit commercial, mais utilise l'objet artistique de la Fontaine comme illustration de publications. En guise de clin d'œil historique, Vlasic ajoute qu'Afif ramène la Fontaine de Duchamp dans un musée sous une autre forme, lieu qu'elle avait dû quitter cent ans auparavant.
Pour l'historienne de l'art Elena Filipovic, l'importance qu'a pris la Fontaine de Duchamp dans l'histoire de l'art s'est accrue, notamment car ce dernier avait bien compris que la reproduction, l'exposition, l'encadrement, la diffusion et la réception d'une œuvre d'art ne construisent pas seulement sa valeur et sa signification, mais aident aussi à déterminer comment et si elle entre dans l'Histoire. Après « R.Mutt » ou Marcel Duchamp, Filipovic voit en Afif un autre personnage qui adopte l'urinoir blanc et procède lui aussi à la "construction" de Fountain en tant qu'icône, à l'emprise floue du readymade sur le concept d'originalité, et à la notion d'auteur complexe qui sert de toile de fond à tout le projet. Les Fountain Archives  qui contiennent une image d'une Fountain Archive sont qualifiées de "remake" par Filipovic. Elle compare notamment ces œuvres au processus de signification de la Fontaine de Duchamp dans l'histoire de l'art.

## Expositions
- The Fountain Archives, Saâdane Afif, dans : The Present Order is the Disorder of the Future, 14. 15 juillet 2013. Septembre 2013, Museum Kurhaus Kleve – Ewald Mataré-Sammlung, Kleve, Allemagne.
- The Fountain Archives, Saâdane Afif, dans : Affiches & Fontaines, 25. avril – 7. Juin 2014, Galerie Xavier Hufkens, Bruxelles, Belgique.
- Fountain Archives, Saâdane Afif, dans : Toutes Directions – Le Prix Marcel Duchamp, 21. Septembre 2014 – 11. Janvier 2015, Wilhelm-Hack-Museum, Ludwigshafen, Allemagne.
- The Fountain Archives, Saâdane Afif, dans : Unendliche Bibliothek - Alte Fabrik, 24. janvier – 29. Mars 2015 Gebert Stiftung für Kultur, Rapperswil, Suisse.